# Somoni tagiko
Il somoni ((TG)  cомонӣ traslitterato: somonī), codice ISO 4217: TJS) è la valuta del Tagikistan. La valuta è suddivisa in 100 diram ((TG)  дирам) e ha preso il nome dal padre della nazione Tagika, Ismail Samani (scritto anche Ismoil Somoni).

## Storia
Il somoni è stato introdotto il 30 ottobre, 2000 per sostituire il rublo tagico con un tasso di cambio di 1 somoni = 1000 rubli.

## Monete
| Serie in corso | Serie in corso | Serie in corso | Serie in corso    | Serie in corso    | Serie in corso    | Serie in corso    | Serie in corso                        | Serie in corso                                              | Serie in corso                                        | Serie in corso     |
| Immagine | Immagine       | Valore         | Parametri tecnici | Parametri tecnici | Parametri tecnici | Parametri tecnici | Descrizione                           | Descrizione                                                 | Descrizione                                           | Data di coniazione |
| Rovescio | Dritto         | Valore         | Diametro          | Spessore          | Massa             | Composizione      | Bordo                                 | Dritto                                                      | Rovescio                                              | Data di coniazione |
| --- | -------------- | -------------- | ----------------- | ----------------- | ----------------- | ----------------- | ------------------------------------- | ----------------------------------------------------------- | ----------------------------------------------------- | ------------------ |
| |                | 5 diram        | 16.5 mm           | 1.35 mm           | 2 g               | v. annotazioni 1  | liscio                                | Corona tagica a 7 stelle, "ҷумҳурии Тоҷикистон"2, millesimo | Valore                                                | 2001               |
| |                | 10 diram       | 17.5 mm           | 1.4 mm            | 2.4 g             | v. annotazioni 1  | liscio                                | Corona tagica a 7 stelle, "ҷумҳурии Тоҷикистон"2, millesimo | Valore                                                | 2001               |
| |                | 20 diram       | 18.5 mm           | 1.4 mm            | 2.7 g             | v. annotazioni 1  | liscio                                | Corona tagica a 7 stelle, "ҷумҳурии Тоҷикистон"2, millesimo | Valore                                                | 2001               |
| |                | 25 diram       | 19 mm             | 1.4 mm            | 2.76 g            | Ottone            | liscio                                | Corona tagica a 7 stelle, "ҷумҳурии Тоҷикистон"2, millesimo | Valore                                                | 2001               |
| |                | 50 diram       | 21 mm             | 1.45 mm           | 3.6 g             | Ottone            | liscio                                | Corona tagica a 7 stelle, "ҷумҳурии Тоҷикистон"2, millesimo | Valore                                                | 2001               |
| |                | 1 somoni       | 24 mm             | 1.6 mm            | 5.2 g             | v. annotazioni 3  | Settori lisci e dentellati            | Ismail Samani, "ҷумҳурии Тоҷикистон", valore,               | Valore e corona tagica a 7 stelle, anno di coniazione | 2001               |
| |                | 3 somoni       | 25.5 mm           | 1.8 mm            | 6.3 g             | v. annotazioni 3  | Testo                                 | Stemma del Tagikistan, "ҷумҳурии Тоҷикистон", valore        | Valore e corona tagica a 7 stelle, anno di coniazione | 2001               |
| |                | 5 somoni       | 26.5 mm           | 1.85 mm           | 7 g               | v. annotazioni 3  | Settori dentellati e lisci con stella | Abuabdullo Rudaki, "ҷумҳурии Тоҷикистон", valore, "Рӯдакӣ"4 | Valore e corona tagica a 7 stelle, anno di coniazione | 2001               |
| Queste immagini sono in una scala di 2,5 pixel per millimetro, uno standard di Wikipedia per le monete mondiali. Per altre informazioni vedi tavole monete. |                |                |                   |                   |                   |                   |                                       |                                                             |                                                       |                    |

### Annotazioni
1. Lo Standard Catalog of World Coins: 1901-present, 31st ed. afferma che la composizione per le monete da 5, 10 e 20 diram è ottone ricoperto da acciaio, mentre la Banca centrale afferma che è "bi-metallica (cuprozinco-acciaio-cuprozinco)".
2. "ҷумҳурии Тоҷикистон" = "Repubblica del Tagikistan"
3. Lo Standard Catalog of World Coins: 1901-present, 31st ed. afferma che la composizione per le monete da 1, 3 e 5 somoni è cupronickel-zinco, mentre la Banca centrale afferma che è cupronickel.
4. "Рӯдакӣ" = "Rudaki"

## Banconote
| Serie in corso | Serie in corso                                      | Serie in corso | Serie in corso | Serie in corso    | Serie in corso                                      | Serie in corso                       | Serie in corso                | Serie in corso | Serie in corso |
| Immagine       | Immagine                                            | Valore         | Dimensioni     | Colore principale | Descrizione                                         | Descrizione                          | Descrizione                   | Data di        | Data di        |
| Fronte         | Recto                                               | Valore         | Dimensioni     | Colore principale | Fronte                                              | Recto                                | filigrana                     | stampa         | emissione      |
| -------------- | --------------------------------------------------- | -------------- | -------------- | ----------------- | --------------------------------------------------- | ------------------------------------ | ----------------------------- | -------------- | -------------- |
|                |                                                     | 1 diram        | 100 × 60 mm    | Marrone           | Teatro e Opera "Sadriddin Ayni"                     | montagne del Pamir                   | Due montagne su un rettangolo | 1999           | 2000           |
|                |                                                     | 5 diram        | 100 × 60 mm    | Blu               | Palazzo della cultura Arbob                         | Sacrario di Mirzo Tursunzoda         | Due montagne su un rettangolo | 1999           | 2000           |
|                | Archiviato il 16 febbraio 2008 in Internet Archive. | 20 diram       | 100 × 60 mm    | Verde             | Salaconferenze della Banca Nazionale del Tagikistan | Strada di montagna                   | Due montagne su un rettangolo | 1999           | 2000           |
|                |                                                     | 50 diram       | 100 × 60 mm    | Viola             | Ismail Samani                                       | Vallata in montagna                  | Due montagne su un rettangolo | 1999           | 2000           |
|                |                                                     | 1 somoni       | 141 × 65 mm    | Verde             | Mirzo Tursunzoda                                    | National Bank of Tajikistan          | Come il ritratto              | 1999           | 2000           |
|                |                                                     | 5 somoni       | 144 × 65 mm    | Blu               | Sadriddin Ayni                                      | Sacrario di Abuabdullo Rudaki        | Come il ritratto              | 1999           | 2000           |
|                | Archiviato il 16 febbraio 2008 in Internet Archive. | 10 somoni      | 147 × 65 mm    | Rosso             | Mir Said Alii Hamadoni                              | Tomba di Mir Said Alii Hamadoni      | Come il ritratto              | 1999           | 2000           |
|                |                                                     | 20 somoni      | 150 × 65 mm    | Giallo-marrone    | Abuali ibn Sino                                     | Castello di Hissar                   | Come il ritratto              | 1999           | 2000           |
|                |                                                     | 50 somoni      | 153 × 65 mm    | Blu               | Bobodžan Gafurov                                    | Chaikhana Sino                       | Come il ritratto              | 1999           | 2000           |
|                | Archiviato il 16 febbraio 2008 in Internet Archive. | 100 somoni     | 156 × 65 mm    | Marrone           | Ismail Samani                                       | Palazzo presidenziale del Tagikistan | Come il ritratto              | 1999           | 2000           |